# 林紹璋
林紹璋（1825年—1864年），廣西人，太平天國章王。

## 生平
林紹璋從散卒做起，歷監軍、總制。1853年，朱錫琨率軍北伐，在六合失火，各部傷亡甚大。林紹璋力保全軍而退，賞丞相，旋升「春官又副丞相」。1854年西征，在湘潭被湘軍打敗免職。不久復職。1858年召回天京，授「地官又副丞相」與蒙得恩、李春發等主政。1859年封章王。1864年天京陷落，隨忠王李秀成保護幼天王洪天貴福突圍，結果在湖熟戰死。